# Saint-Hilaire-Cusson-la-Valmitte
Saint-Hilaire-Cusson-la-Valmitte là một xã trong tỉnh Loire miền trung nước Pháp.